# 市川右太衛門
市川右太衛門（1907年2月25日—1999年9月16日）是日本的知名歌舞伎和電影演員，和片岡千惠藏、阪東妻三郎等人都是早期東映電影公司推行時代劇電影的一級演員，出演電影產量高達320部，最為知名的是『旗本退屈男』電影系列。

## 生平

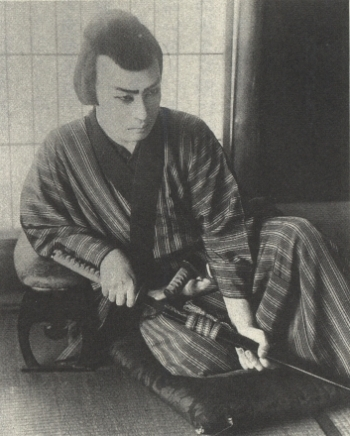
黑髪地獄（1925年）

## 電影作品
- 黑髪地獄上下集（1925年，牧野御室導演）：吾妻半三郎
- 快傑夜叉王上下集（1926年，牧野御室導演）：木曾冠者夜叉王
- 孔雀之光三集（1926年，牧野御室導演）：分別飾演藤島求馬、堺町中納言、堺町中納言、藤島求
- 討たるゝ兄弟（1926年，牧野御室導演）：都築角太郎、都築三四郎
- 春日山之月（1926年，牧野御室導演）：佐竹刑部正俊
- 綠林異裝的快劍客（1926年，牧野御室導演）：藤間鉄之丞
- 牡丹燈籠（1926年，牧野御室導演）：浪人荻原新三郎、下僕孝助
- 赤城山颪（1926年，牧野御室導演）：
- 佐平次捕物帖 新釋紫頭巾上下集（1926年，牧野御室導演）：分別飾演報龍太郎、狩田秀磨呂、紫頭巾
- 幻魔（1926年，牧野御室導演）：賴母木新八
- 鳴門秘帖兩集（1926年，牧野御室導演）：法月弦之丞
- 國姓爺合戰（1940年）：和唐内
- 元祿忠臣藏（1941年）：德川綱豊
- 東海水滸傳（1945年）：小松村七五郎
- 殺陣師段平（1945年）：澤田正二郎
- 旗本退屈男捕物控 七人的花嫁（1945年）
- 旗本退屈男捕物控 毒殺魔殿（1945年）
- 無賴漢長兵衛（1950年）
- 戰慄（1950年）
- 毒牙（1950年）
- ジルバの鉄（1951年）
- 豪快三人男（1951年）
- 旗本退屈男 唐人街之鬼（1951年）：早乙女主水之介
- 大江戸五人男（1951年）：水野十郎左衛門
- 江戸恋双六 （1951年）
- 旗本退屈男　江戸城罷通（1952年）
- 水戸黄門漫遊記　第一集　地獄的豪賊（1952年）
- 水戸黄門漫遊記　第二集　伏魔殿的妖賊（1952年）
- 乞食大將（1952年）：後藤又兵衛基次
- 月形半平太（1952年）
- 修羅八荒（1952年）
- 旗本退屈男　八百八町罷り通る（1953年）
- 旗本退屈男 どくろ屋敷（1954年）
- 影法師一番手柄 妖異忠臣藏（1954年）
- 旗本退屈男　謎之百万兩（1954年）
- 變化大名（1954年）
- 變化大名續集（1954年）
- 旗本退屈男 謎之怪人屋敷（1954年）
- 旗本退屈男 謎之伏魔殿（1955年）
- 牢獄的花嫁（1955年）
- 薩摩飛脚（1955年）
- 薩摩飛脚 完結篇（1955年）
- 旗本退屈男　謎之挑戰書（1955年）
- 赤穗浪士 天之卷 地之卷（1956年）大石内蔵助
- 快剣士笑いの面（1956年）
- 父子鷹（1956年）
- 旗本退屈男 謎之幽靈船（1956年）
- 水戸黄門（1957年）：關根彌次郎
- 旗本退屈男 謎之蛇姫屋敷（1957年）：早乙女主水之介
- 旗本退屈男 謎之紅蓮搭（1957年）：早乙女主水之介
- 旗本退屈男（1958年）：早乙女主水之介
- 喧嘩太平記（1958年）：畷彦四郎
- 修羅八荒（1958年）
- 旗本退屈男　謎之南蠻太鼓（1958年）
- 忠臣蔵　桜花の巻　菊花の巻（1959年）：脇坂淡路守
- 風流使者 天下無雙之劍（1959年）
- 旗本退屈男 謎之大文字（1959年）
- 血鬥水滸傳　怒濤的對決（1959年）
- 榛名はやし　喧嘩鷹（1959年）
- 天下の伊賀越　暁の血戦（1959年）
- 任侠中仙道（1959年）
- 旗本退屈男 謎之幽靈島（1959年）
- 浪人市場　朝やけ天狗（1960年）
- 天保六花撰　地獄の花道（1960年）
- 大岡政談 魔像篇（1960年）
- 旗本退屈男 謎之暗殺隊（1960年）
- 水戸黄門（1960年）
- 黒部谷の大剣客（1960年）
- 素浪人百万石（1960年）
- 鉄火大名（1961年）
- 旗本喧嘩鷹（1961年）
- 赤穗浪士（1961年）：千坂兵部
- 八荒流騎隊（1961年）：星名左馬之介
- 旗本退屈男 謎之七色御殿（1961年）
- 八百万石に挑む男（1961年）：山内伊賀之亮
- 権九郎旅日記（1961年）：杉本權九郎
- 旗本退屈男 謎之珊瑚屋敷（1962年）：早乙女主水之介
- 天下の御意見番（1962年）
- きさらぎ無双剣（1962年）
- 男度胸のあやめ笠（1962年）
- 酔いどれ無双剣（1962年）
- 稲妻峠の決闘（1962年）：高田又兵衛吉次
- 勢揃い東海道（1963年）
- 旗本退屈男 謎之龍神岬（1963年）
- 浪人街の顔役（1963年）
- 新選組血風錄 近藤勇（1963年）：近藤勇
- 雲切獄門帖（1963年）
- 忍び大名（1964年）
- ちゃんばらグラフィティー　斬る！（1981年）

## 外部連結
- 市川右太衛門 - wiki （页面存档备份，存于）
- 市川右太衛門電影列表 （页面存档备份，存于）